# Jean-Baptiste-Michel Bucquet
Pour les articles homonymes, voir Bucquet.
Jean-Baptiste-Michel Bucquet, né le 18 février 1746 à Paris et mort le 24 janvier 1780, est un scientifique français, chimiste, médecin, membre de l'Académie des sciences et censeur royal.

## Biographie
Jean-Baptiste Michel Bucquet est le fils d'Antoine-Joseph Bucquet, avocat au parlement de Paris, et de Marthe-Denise Marotin. Son père le destinait au barreau mais, très jeune, il a pris goût pour l'étude de la nature. Il a suivi les cours des Jésuites. À 16 ans, au sortir du collège, il a commencé des études de jurisprudence. Rapidement il a été dégoûté de ces études pour s'intéresser à la médecine. Suivant tous les maîtres dans cet art, il arrivait très tôt à l'Hôtel Dieu, puis aux Écoles en s'intéressant particulièrement aux cours de chimie. En 1762, Rouelle a commencé un cours de chimie dans son laboratoire. Il a appris les premiers éléments de chimie au Jardin du roi, chez les apothicaires et dans les laboratoires de Guillaume-François Rouelle et de La Planche. Dans ses temps libres, il se servait de sa chambre comme cabinet d'Histoire naturelle, d'amphithéâtre d'anatomie et de laboratoire de chimie où il se réunissait avec d'autres étudiants. Il s'est aussi intéressé à la chirurgie et a étudié pendant plusieurs années la botanique.
En 1768, il s'est présenté à la Faculté de médecine de Paris où il a obtenu sa licence. Il a alors imaginé le projet d'enseigner l'Histoire naturelle et la chimie et de lier les deux sciences étroitement.
Bucquet a commencé à donner un cours privé dans son propre laboratoire avant d'avoir obtenu sa licence et l'a continué jusqu'en avril 1779.
Il est reçu à la Société royale de médecine en 1777. La même année, il succède à Augustin Roux, docteur-régent de la Faculté de médecine de Paris, qui a commencé à donner un cours élémentaire de chimie aux Écoles de la Faculté de médecine, et devient alors professeur de chimie et d'histoire naturelle à l'École de médecine. Ses cours attirent beaucoup d'élèves, parmi lesquels Antoine François de Fourcroy, qui lui succède.
Membre de l'Académie des sciences, Bucquet a conduit des recherches avec Lavoisier à partir de 1777. Ils ont présenté plusieurs mémoires rédigés en commun. Il avait entrepris l'étude de la chimie de l'air avec Lavoisier. Bucquet avait présenté en 1773 la première contribution de la chimie française à la chimie de l'air fixe (dioxyde de carbone).
Bucquet meurt à 34 ans, le 24 janvier 1780. Bucquet laissait à la charge de sa femme, Claude Leredde de Launay, un orphelin, Jean-Baptiste-Denis Bucquet.

## Publications
On a de lui quelques dissertations insérées dans les collections académiques :
1. Dans le recueil des savants étrangers de l'académie des sciences :
  1. Expériences physico-chimiques sur l'air qui se dégage des corps dans le temps de leur décomposition, et qu'on connaît sous le nom vulgaire d'air fixe (t. 7),
  2. Mémoires sur quelques circonstances qui accompagnent la décomposition, du sel ammoniac far la chaux vive, par les inaltérés métalliques et par leur chaux, relativement aux propriétés attribuées à l'air fixe (t. 9 ),
  3. Analyse de la séolithe (ibid.),
  4. Mémoire sur plusieurs combinaisons salines de l'arsenic, en 2 parties (ibid.),
  5. Mémoire sur l'analyse du sang, lu à l'académie des sciences en 1774 (ibid.) ;
2. Dans le recueil de la société de médecine :
  1. Mémoire sur l'analyse de l'opium.

Il a publié :
1. Ergo digestio fdimentorum vera digestio chimica, dissertatio, Paris, in-4o ;
2. Introduction à l'étude des corps naturels, tirés du règne minéral. Paris, Jean-Th. Herissant, 1771[3] tome 1, tome 2 ;
3. Introduction à l'étude des corps naturels, tirés du règne végétal. Paris, Veuve Hérissant, 1773[4] ;
4. Mémoire sur la manière dont les animaux sont affectés par les différents fluides aériformes méphitiques, 1778, in 12 (lire en ligne) ;
5. Rapport sur l'analyse du rob antisyphilitique de Boyveau-Laffecteur, Paris, 1779, in-8° (lire en ligne).

## Hommage
Une Place des Quatre-Docteurs-Bucquet existe à Laval.

## Source
: document utilisé comme source pour la rédaction de cet article..
- « Jean-Baptiste-Michel Bucquet », dans Louis-Gabriel Michaud, Biographie universelle ancienne et moderne : histoire par ordre alphabétique de la vie publique et privée de tous les hommes avec la collaboration de plus de 300 savants et littérateurs français ou étrangers, 2e édition, 1843-1865 [détail de l’édition]